# 診所

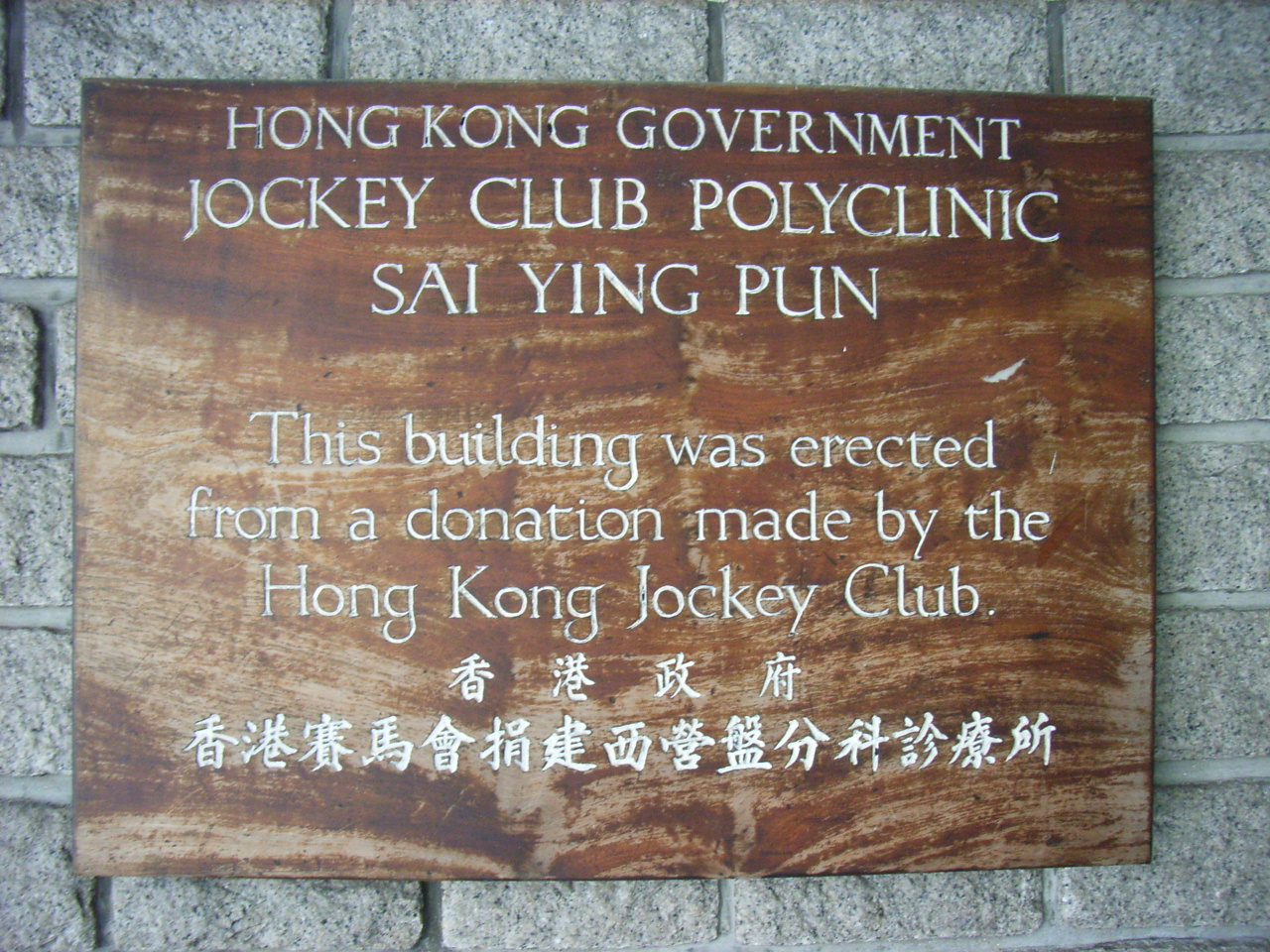
香港一間政府診所的門牌

診所（clinic）或診療所、醫務所、医务室（infirmary），是規模比醫院小的醫療機構，通常只設有門診服務和藥房，有如健康院。门诊（outpatient clinic，ambulatory care clinic）或门诊部（outpatient department），是规模比较大的医疗机构为可行动病患看诊的地方，一般由医院附设或是指全科医师诊所。由于各国医疗制度不同，两名词（诊所与门诊）有时有混用或区别不易的语境。
診所有政府開設的，也有私人營辦的，還有一些診所由慈善機構開辦。診所也有分提供一般醫療服務的普通科診所，主要由內科或家庭醫生應診。至於專門針對特定醫療分科，例如眼科、耳鼻喉科、兒科、胸肺科、牙科、骨科、泌尿科、皮膚及性病科、婦產科等，都是專科診所，專科診所都會由有關分科的專科醫生應診。此外，診所也包括專門提供牙科服務的牙科診所。雖然診所一般都是指西醫診所，但也有診所是專門提供中醫服務，通常稱為中醫診所。

診所大多不設住院、急症室和手術室等，但部分診所可以進行小手術。當然也有一些大型診所，其醫護設施及服務齊全，媲美大型醫院，例如新加坡政府所开办的综合诊疗所。醫生自行私人開業的診所，其名稱也常用「診所」二字，例如「梁醫生耳鼻喉科診所」。它們沿用自己從前名字，例如美國的梅約診所（Mayo Clinic）且有些診所會沿用自己的專科來命名。

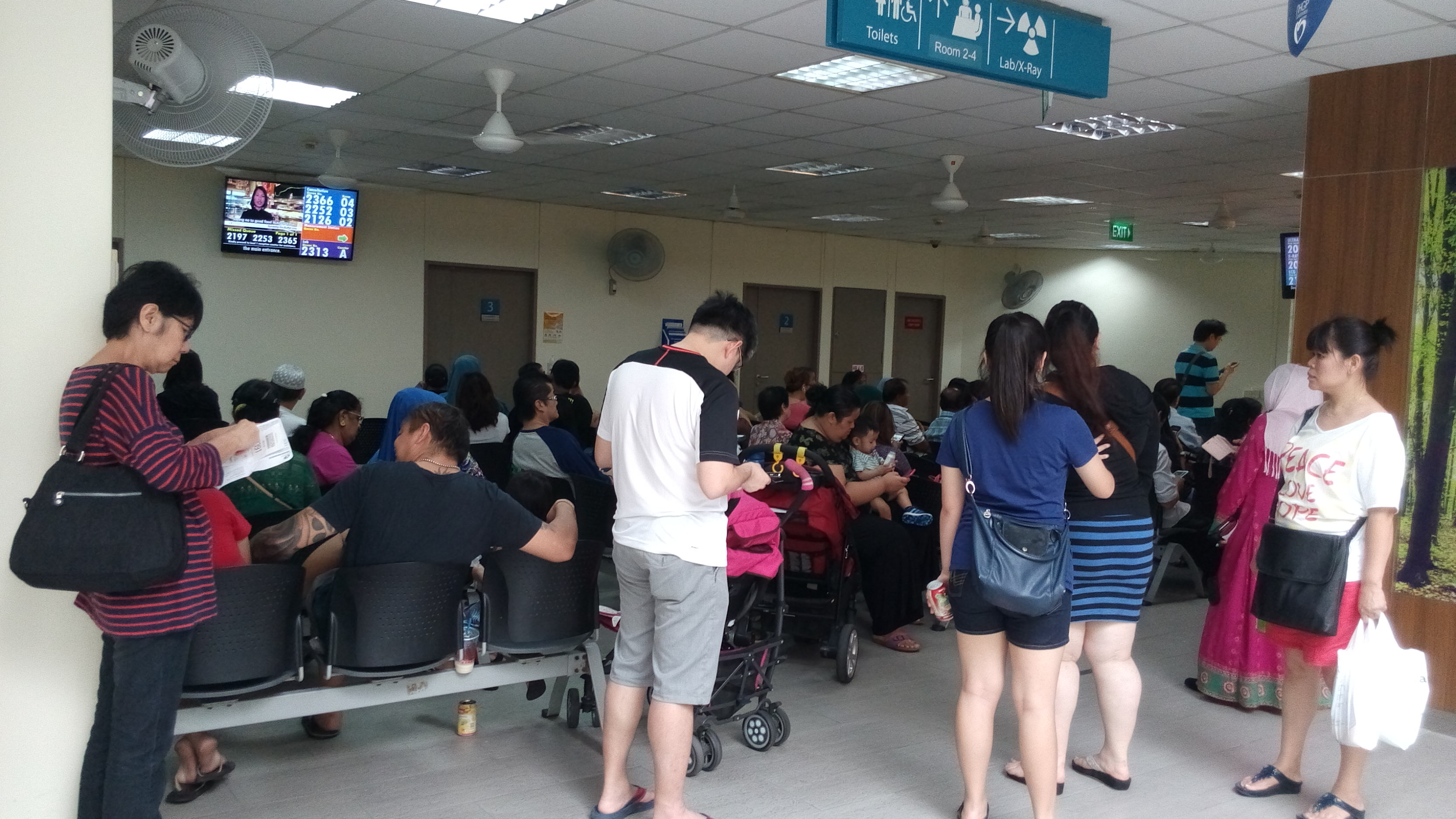
新加坡兀蘭的綜合診療所

在诊所接受治疗通常比在急诊科便宜。此外，与急诊室不同，这些诊所通常不会全天候（24/7/365）开放。有时，它们可以使用诊断设备，例如X光机，特别是当诊所隶属于一个较大的医疗机构时。该类诊所的医生通常可以在需要时将患者转诊至专科医生。

## 参見
- 醫院
- 香港診所列表
- 大醫院